# Montserrat Senserrich Comajuncosa
Montserrat Senserrich Comajuncosa (Vallvidrera, 1939) es una pintora, ceramista e ilustradora española.

## Biografía
Estudió comercio en la Academia Práctica de Barcelona, donde descubrió su capacidad artística. En 1968, ya en Sabadell, estudió Bellas artes en la Escuela Industrial de la ciudad con el escultor Josep Maria Brull. En 1972 estudió con Lluís Clapés y abrió taller al lado del estudio del ceramista. Paralelamente, empezó a hacer cursos en la Escola Illa de Sabadell, donde todavía se sigue formando.
Dejó la cerámica en 1987 porque quería explorar otras técnicas y formatos artísticos.
Ha ilustrado los artículos de opinión del diario El 9 Punt del Vallés Occidental y ha colaborado en las revistas Cuadernos de Pedagogía y Quadern de les idees, les arts i les lletres, así como a la colección Quaderns de Versàlia, de la cual en 2019 ilustró el número IX, dedicado a la poeta brasileña Cecilia Meireles (1901-1964). Igualmente, ha ilustrado el libro Poemes de foc i cendra y ha participado en los libros Les dones conten, Fets pols y Hemisferi enllà.
El Museu d'Art de Sabadell conserva la pintura de gran formado Passeig, de 2007.

## Exposiciones individuales
- 1987 - Sala Negre; Sala Josep Miracle de Vallvidrera.[5]
- 2011 - Presències, Galería Nova 3.
- 2014 - Diàleg amb una figuera de Llimpet, Museu d'Art de Sabadell.[6]
- 2018 - Rastres, Alliance Française de Sabadell.[7]

## Exposiciones colectivas
- 2002 - 25+25 no fan 50. Sabadell: poetes i pintors. Alliance Française; Mercat d'Art Estripa'm (5a edición), Sabadell.[8]
- 2009-2010 - Em caso o no em caso? Mirades amoroses del gran desastre. Academia de Belles Arts de Sabadell.[9]